# X (videojuego de 1992)
X (エックス Ekkusu?) es un videojuego de simulador de combate espacial lanzado en 1992 desarrollado por Argonaut Games y Nintendo R&D1, y publicado por Nintendo para Game Boy exclusivo en Japón. El jugador asume el papel de un piloto de la nave estelar VIXIV, que debe proteger el planeta Tetamus II de una misteriosa raza de extraterrestres. El juego trata en completar misiones asignadas por el "Entrenador de la Academia de Entrenamiento", que van desde proteger bases del fuego enemigo o entregar carga a un área determinada.
Es conocido por ser uno de los pocos juegos en 3D en Game Boy junto con Faceball 2000, fue desarrollado por Dylan Cuthbert, quien más tarde programaría Star Fox para Super NES. Fue un encargo del presidente de Argonaut, Jez San, luego de quedar impresionado por Game Boy en el Consumer Electronics Show de 1991, Cuthbert y un equipo de otros programadores se vieron obligados a realizar ingeniería inversa al hardware debido a que los kits de desarrollo oficiales eran difíciles de encontrar. Fue diseñado después del juego anterior Starglider 2 de Argonaut para Amiga. Nintendo se interesó por un prototipo presentado durante la Reunión con Argonaut y convenció a Cuthbert y Jez San para que fuera en un título exclusivo para la consola. Un lanzamiento fuera de Japón fue planificado y se iba a llamar Lunar Chase pero se canceló porque Nintendo of America sintió que un juego de este tipo era demasiado avanzado para una consola destinada a niños, una ROM completa fue descubierta junto con otros juegos en el gigaleak de Nintendo del 2020.
X inicialmente recibió críticas mixtas de los críticos, a menudo elogiado por sus impresionantes logros tecnológicos pero criticado por su alta dificultad y dificultad para comprender qué sucede debido a la poca cantidad de colores del Gameboy. Retrospectivamente, fue aclamado por su importancia histórica y jugabilidad, a menudo comparado con juegos como Star Lustre. Una secuela de DSiWare, X-Scape, se lanzó en todo el mundo en 2010.

## Gameplay
X es un videojuego de simulador de combate espacial en primera persona, siendo uno de los pocos juegos de Game Boy que utiliza imágenes en 3D y el único FPS. Controlando la nave estelar VIXIV, el jugador tiene que completar las misiones asignadas por el Entrenador de la Academia de Entrenamiento para proteger el planeta Tetamus II de ser tomado por una misteriosa raza alienígena. El VIXIV debe completar cada una de las diez etapas del juego, denominadas en el juego como "objetivos", dentro de un límite de tiempo. Los objetivos van desde proteger una base del fuego enemigo, entregar un cargamento a un área determinada o derribar formaciones de enemigos. El VIXIV puede viajar rápidamente por tierra o ingresando a grandes aberturas que se encuentran en ciertos lugares que lo teletransportan, y el juego se desarrolla en una larga serie de túneles. Completar objetivos otorga estrellas al jugador, y se pueden otorgar hasta diez. Se requiere una cierta cantidad de estrellas para completar cada misión, y si el jugador no gana lo suficiente, se verá obligado a reiniciar la misión.
El VIXIV tiene un radar en la parte inferior de la pantalla que muestra la ubicación actual del jugador y cualquier enemigo u objetivo cercano. El jugador puede encontrar grandes aberturas en el suelo en ciertas áreas del juego, lo que puede permitir que el VIXIV viaje rápidamente a otras secciones del mapa. El jugador debe completar las diez misiones para terminar el juego.

## Desarrollo
X fue diseñado por Dylan Cuthbert de Argonaut Games, conocido por ser el programador de Star Fox para SNES. El presidente de Argonaut, Jez San, después de estar intrigado por el Game Boy después de ver la presentación durante el Consumer Electronics Show de 1991, encargó a Cuthbert que produjera un motor 3D para la consola y potencialmente crear un juego usándolo. Cuthbert y su equipo de desarrollo tuvieron que aplicar ingeniería inversa al hardware de Game Boy, ya que los kits de desarrollo oficiales de Nintendo eran difíciles de conseguir y Argonaut era prácticamente desconocido Nintendo, y solo desarrollaban juegos para ordenadores. Se produjo un kit de desarrollador ficticio con una cámara apuntando al sistema, producido al desmantelar la consola con un cartucho de Tetris insertado y conectarlo a una placa fabricada por otro empleado de Argonaut. Cuthbert comenzó a trabajar en X una vez que se familiarizó con el hardware; fue responsable de crear algunos de los gráficos, la mayor parte del diseño del juego y toda la programación. Cuthbert usó un Amiga 3000 para el desarrollo.
El desarrollo del juego se creó al estilo de los juegos de computadora más antiguos de Argonaut, en particular Starglider 2, que presenta un movimiento completo de 360 grados a través del espacio. Sus logros tecnológicos llamaron rápidamente la atención de un empleado de Nintendo, quien instó a enviar una ROM del juego a la sede de Nintendo en Kioto, Japón. Se presentó tanto al creador de Game Boy, Gunpei Yokoi, como al ingeniero Ishuna, quienes quedaron "impresionados" por el uso de gráficos de estructura alámbrica en 3D, y solicitaron que Dylan y su equipo volaran a Japón para reunirse con ellos. Después de mostrárselo a otros empleados, Nintendo quedó tan impresionada con el juego que compraron los derechos del editor original, Mindscape, e hicieron de Argonaut un third-party. Nintendo Research and Development 1 (R&D1) , contribuyó al desarrollo, la división responsable de producir la propia Game Boy. La banda sonora fue compuesta por Kazumi Totaka y es el primer juego que presenta la infame "Canción de Totaka".
Al principio, el título se llamaba Eclipse, pero el entonces presidente de Nintendo, Hiroshi Yamauchi, insistió en que se le cambiara el nombre a X, llamando al director Yoshio Sakamoto un mes antes de que se completara el desarrollo. Nintendo obligó a Cuthbert y Argonaut a reescribir el motor 3D por completo debido a un error que hizo que no se podía jugar en ciertos Game Boy, debido a la estricta postura de la compañía sobre la calidad. X fue lanzado en Japón el 29 de mayo de 1992. Cuthbert completó una versión norteamericana titulada Lunar Chase ; sin embargo, Nintendo of America consideró que la idea de un juego 3D en primera persona en una computadora de mano para niños era demasiado complicada y (para sus ventas) y canceló su lanzamiento. Cuthbert creía que la falta de interés de los minoristas también tenía la culpa. En una entrevista de 2018 con USgamer, Cuthbert admitió que perdió el código fuente de Lunar Chase y no pensó en hacer una copia de seguridad en ese momento. Se descubrió una imagen ROM oficial de la traducción completa al inglés de Lunar Chase en la filtración de datos de Nintendo de 2020 . Una traducción de fans casi terminada también se publicó en línea el mismo día que se filtró la traducción oficial al inglés.
Las primeras críticas de X fueron mixtas, y muchos elogiaron sus logros tecnológicos en el sistema pero criticaron su alta dificultad. La revista Famitsu comparó el juego con Star Lustre, quedando impresionado por la tecnología de estructura metálica 3D y la sensación de realismo del juego, mientras criticaba su dificultad por ser demasiado difícil especialmente para los principiantes. Family Computer Magazine tuvo una respuesta similar, diciendo que podría ahuyentar a los jugadores potenciales con su alto nivel de dificultad, al tiempo que elogiaba su jugabilidad y banda sonora en 3D, afirmando que podría llevarse fácilmente a Super Famicom con la adición de color y más nuevo. características. El personal de Nintendo Power quedó impresionado por las capacidades técnicas del juego, comparando las imágenes con el BattleTech Center de realidad virtual en Chicago, calificándolo como uno de los títulos de Nintendo más emocionantes. Mientras tanto, el personal de Joypad Magazine encontró que era un juego interesante y lo elogió por ser tan diferente en comparación con otros juegos de Game Boy.
En retrospectiva, X ha sido citado como un título histórico en la vida útil de Game Boy por su uso de gráficos de estructura alámbrica 3D. Polygon lo incluyó como el trigésimo mejor juego de Game Boy de todos los tiempos por ser un "tour-de-force de la destreza técnica de Game Boy", elogiando mucho sus imágenes en 3D y su movimiento de rango libre. También afirmaron que solo sus proezas tecnológicas hacían que valiera la pena tener el juego. El escritor Sam Machkovech de Ars Technica se sintió de manera similar sobre su destreza técnica, calificándolo de "increíble" y lamentando que nunca se haya lanzado en inglés. El escritor Jeremy Parish afirmó que X era una creación más impresionante que Star Fox por no requerir ningún hardware adicional y por estar hecho en Game Boy, elogiando sus gráficos en 3D y su diseño más ambicioso en comparación con Star Fox . Al mismo tiempo, criticó la falta de variedad en el combate del juego y que varias misiones fueran prolongadas y repetitivas. Concluyó su reseña diciendo que valía la pena tener el juego por su importancia histórica y sus logros tecnológicos. Expresó su deseo de verlo resucitado a través de una hipotética plataforma Game Boy Mini. El libro Nostalgia GB Perfect Guide! lo citó como un título importante en la historia de la consola, diciendo que ayudó a allanar el camino para Star Fox, que era un juego creado por la colaboración entre Nintendo y Argonaut. Recomendaron el juego a los fanáticos de juegos similares como Star Lustre, elogiando su juego de ritmo lento y su banda sonora.